# エンデ (インドネシア)
エンデ（インドネシア語：Kota Ende）は、インドネシア、東ヌサ・トゥンガラ州、フローレス島の南岸の町。エンデ県の県庁所在地。人口72,000人（2007年）。

## 歴史
エンデは、18世紀末に存在した王国の領地だった。その後、1916年 - 1917年にかけてオランダへの反逆が起り、ワツアピとマリロンガの戦いといわれている。また、1934年、スカルノが1938年まで流刑されたのはエンデである。ブンカルノ美術館は、流刑にされたスカルノの旧居。スカルノは滞在中に、トメル　クリムトゥ劇団とともにいくつかの劇を書いた。エンデのサッカー場の近くにパンの木があり、その下でスカルノは政治的な思考を巡らせた。それは、パンチャシラ（インドネシア建国の5原則）として現在でもインドネシアの哲学とし生き続けている。パンチャシラはここで生まれたので、パンチャシラ誕生記念碑が建っている。

## 地勢
町は東西に6km。東側が新市街、西側が旧市街。町の北東に空港がある。
イヤ、イピ、メジャ、Wongge山の麓にあり、エンデ、イピ、およびMbuuの美しい湾がありビーチがある。旧市外のさらに西4kmにブルーストーンビーチという緑色の石がある海岸がある。

## 交通
空路でクパン（州都）から、またはデンパサールからビマ経由。Pelni（公営）の船が、クパンまたはスラバヤから就航している。